# Escobecques

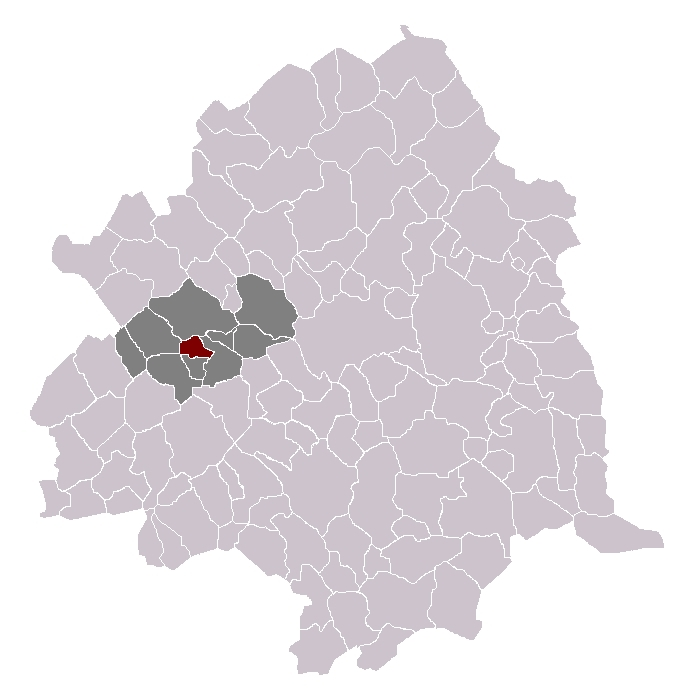
Ubicació d'Escobecques dins el cantó i el districte

Escobecques (neerlandès: Schobeke) és un municipi francès, situat a la regió dels Alts de França, al departament del Nord. L'any 2006 tenia 308 habitants. Limita al nord amb Ennetières-en-Weppes, al nord-est amb Englos, a l'est amb Hallennes-lez-Haubourdin, al sud amb Erquinghem-le-Sec, al sud-oest amb Beaucamps-Ligny i a l'oest amb Radinghem-en-Weppes.

## Demografia
| 1962                                       | 1968 | 1975 | 1982 | 1990 | 1999 | 2006 |
| ------------------------------------------ | ---- | ---- | ---- | ---- | ---- | ---- |
| 105                                        | 144  | 189  | 263  | 315  | 312  | 308  |
| Des de 1962: població sense dobles comptes |      |      |      |      |      |      |

## Administració
| Període   | Identitat       | Partit |
| --------- | --------------- | ------ |
| 1995-2001 | Pierre Masselot |        |
| 2001-     | Alain Cambien   |        |